# غونار هاغن
غونار هاغن (بالنرويجية البوكمول: Gunnar Hagen)‏ هو منافس ألعاب قوى نرويجي، ولد في 11 يونيو 1904 في Tingvoll Municipality ‏ في النرويج، وتوفي في 6 أبريل 1969 في أوبلاند في النرويج.

## وصلات خارجية
- غونار هاغن على موقع أوليمبيديا (الإنجليزية)